# Фелтрино Гонзага
Фелтрино Гонзага (на италиански: Feltrino Gonzaga; * ок. 1330, Мантуа; † 28 декември 1374, Падуа) от род Гонзага е италиански кондотиер, господар на Новелара и Баньоло (1371 – 1374), имперски викарий на Реджо, родоначалник на кадетския клон „Гонзага ди Новелара е Баньоло“.

## Произход
Той е третият син на Луиджи I Гонзага (* 1268, † 1360), господар на Мантуа, и на първата му съпруга Рикилда Рамберти от Ферара (* 1269, † 1319). Негови дядо и баба по бащина линия са Гуидо (Корадо) Коради (Коради да Гондзага) и Естрамбина ди Сан Мартино, а по майчина – кондотиерът Рамберто Рамберти, подест на Мантуа, и Маргерита ди Алмерико дей Лавелонго. Има двама братя и една сестра:
- Томазина († 1372),съпруга на Гулиелмо Ацоне Кастелбарко, кондотиер на служба при Скалиджери
- Филипино (* кр. на 13 век; † 1356), имперски викарий на Реджо, кондотиер, съпруг на Анна Довара и на Верена фон Хабсбург-Лауфенбург
- Гуидо (* 1290; † 1369), подест на Мантуа, 2-ри капитан на народа на Мантуа, господар на Реджо, кондотиер, съпруг на Аниезе Пико, Камила Бекария и Беатрис дьо Бар

Има и трима полубратя и една полусестра от втория брак на баща си, сред които Корадо, кондотиер, родоначалник на кадетския клон Нобили Гонзага (или Гонзага ди Палацоло), четири полубратя и две полусестри от третия му брак, както и един полубрат и две полусестри от извънбрачни негови връзки.

## Биография
През 1328 г. допринася с баща си и братята си Гуидо и Филипино за изгонването на Бонаколси от Мантуа. През 1335 г., със завладяването на Реджо от войските на Гонзага, Фелтрино пристига в град, откъдето тръгва едва през 1371 г. Той веднага се заема с укрепването на града и разрушава цял квартал – този на Сан Назарио, а на негово място построява могъща цитадела, която е изравнена със земята едва през 1850 г. През 1345 г. устоява на нападенията, извършени от Мастино дела Скала над Реджо и Модена. На 16 февруари 1356 г. унищожи манастира „Сан Просперо“ – най-големият в Реджо, в който привържениците на Висконти, които се опитват да свалят градското правителство, са намерили убежище. Участва като водач на Лигата на гвелфите в битката срещу Бернабо Висконти и през 1357 г. завладява вражески флот на река По, натоварен със стоки с огромна стойност.
През 1363 г., начело на антивисконтиевската лига, унищожава вражеската армия близо до Солара. На следващата година, благодарение на смъртта на неговия племенник Уголино  – събитие, което открива период на разведряване между Гонзага от Мантуа и Фелтрино, е подписан мир между него и Бернабо Висконти. През 1366 г. император Карл IV назначава Фелтрино Гонзага за имперски викарий на Реджо. По-късно той отново се присъединява към Антивисконтската лигата. Въпреки това на 13 февруари 1370 г. войските на Висконти обсаждат Реджо. Лигата се разпадна и Фелтрино се оказа заобиколен от различни врагове, включително хората от Реджо Емилия, които са третирани с изключителна суровост твърде много години. На следващата година Бернабо Висконти се появява отново под стените на Реджо, този път със своя съюзник Николо II д'Есте. Предаден от най-доверените си съюзници, Фелтрино се заключва в укрепената цитадела, докато Реджо е разграбен от войските на Есте. За да не се предаде на сем. Есте Фелтрино, Гонзага се предава на вечния си враг Бернабо Висконти.
На 17 май 1371 г. той продава Реджо и територията му на Висконти за 50 000 златни флорина, с изключение на двата града Новелара и Баньоло, разположени по протежение на важния канал, който свързва Реджо с река По. Тази малка територия, която по-късно става Графство Новелара, остава независима държава до 1737 г.
Прекарва последните години от живота си, скитайки се из градовете на Северна Италия в пълна бедност. Умира в Падуа през декември 1374 г. на 44 г. и е погребан в църквата „Еремитани“.

## Брак и потомство
∞ 1. за Антония да Кореджо, дъщеря на Гуидо IV да Кореджо, господар на Парма и Кореджо, и на съпругата му Джуидача дела Палù, от която има четирима сина:
- Пиетро Гонзага († пр. 1374)
- Гуидо II Гонзага (* 1340, † 1399), господар на Новелара и Баньоло, ∞ 1374 г. за Джиневра Малатеста (* 1350, † 1364), дъщеря на Малатеста III Малатеста, от която има 2 сина и 2 дъщери
- Одоардо Гонзага († сл. 1356), участва в заговорите срещу Гонзага от Мантуа и е капитан на наемническа дружина в служба на болонците.
- Гулиелмо Гонзага († сл. 1356), участва в заговорите от 1356 и 1376 г. срещу Гонзага и е капитан на наемническа дружина на служба при болонците през 1391 г.; става граф на Тиене;

∞ 2. за Катерина Висконти (* 1342, † 1382), вдовица на племенника му Уголино Гонзага, господар на Мантуа, дъщеря на Матео II Висконти, господар на Милано, племенница на Бернабо Висконти. Бракът е бездетен.